# Búzásbesenyő
Búzásbesenyő (románul: Valea Izvoarelor) falu Maros megyében, Erdélyben. Közigazgatásilag Kerelőszentpál községhez tartozik.

## Fekvése
330 m-es tengerszint feletti magasságban fekszik, Marosvásárhelytől 21 km-re délnyugatra, az E60 európai úttól 2 km-re.

## Története
1349-ben Beseneu néven említik először. További név változatai: Besenew, Besenye és Bessenyeo.
A trianoni békeszerződésig Kis-Küküllő vármegye Radnóti járásához tartozott.

## Lakossága
1910-ben 1107 lakosa volt, ebből 758 magyar, 282 román, 61 cigány, 5 német és 1 egyéb nemzetiségű volt.
2002-ben 1170 lakosából 881 magyar, 258 román és 31 cigány nemzetiségű volt.

## Híres emberek
Az 1960-as években a település római katolikus plébánosa volt Jakab Antal későbbi erdélyi püspök.